# Katonai ordinariátus (Belgium)
A Belga katonai ordinariátus vagy magyaros megfogalmazással Belga katolikus tábori püspökség katolikus személyi (az egyházmegyékhez hasonló, de nem területi alapon szerveződő) részegyház, mely a belga haderő kötelékében szolgáló katolikusok lelkipásztori ellátásáért felelős.

## Története
1957. szeptember. 7-én vikariátusként alapították meg. 1986.július. 21-én emelkedett ordinariátusi rangra

## Egyházi vezetők

### Tábori vikáriusok
- Jozef-Ernest van Roey (kinevezve 1957-ben – 1961. augusztus 6. †)
- Leo Jozef Suenens (kinevezve 1961. november 24-én – 1979. nyugállományban)
- Godfried Danneels (kinevezve 1980. szeptember 15-én – 1986. július 21. után tábori püspök)

### Tábori püspökök
- Godfried Danneels (1986. július 21. előtt tábori vikárius – 2010. február 27-től nyugállományban)
- André-Joseph Léonard (kinevezve 2010. február 27-én – 6 November 2015. november 6-tól nyugállományban)
- Jozef De Kesel (kinevezve 2015. november 6-án – hivatalban)